# Пятиборье (лёгкая атлетика)
Пятиборье — вид соревнований в лёгкой атлетике, для определения победителей в котором суммируются очки, полученные за выступления в пяти разных дисциплинах. В XXI веке женские соревнования по пятиборью входят в программу зимних легкоатлетических турниров и включают бег на 60 м с барьерами, прыжок в высоту, толкание ядра, прыжок в длину и бег на 800 м.

## История
На раннем этапе проведения Олимпийских игр современности в их программу входили мужские соревнования по легкоатлетическому пятиборью. Такие соревнования впервые прошли на Олимпиаде 1900 года, были возвращены в программу на Играх 1912 года и в последний раз проходили в рамках Олимпийских игр 1924 года. В программу пятиборья в этот период входили прыжок в длину, метание копья и диска и бег на 200 и 1500 м. В промежутке, на внеочередных Олимпийских играх 1906 года, в программу соревнований включался античный пентатлон, состоявший из прыжка в длину, метания диска и копья, бега на 192 м (эквивалент одного стадия) и классической борьбы. С 1920 по 1978 год мужское пятиборье было частью чемпионатов Любительского легкоатлетического союза (США), сочетание дисциплин в его составе в эти годы не менялось со времён включения в олимпийскую программу.
У женщин соревнования по легкоатлетическому пятиборью впервые вошли в программу II женской Олимпиады в 1922 году, до того как женская лёгкая атлетика стала частью программы регулярных Олимпийских игр. В программу пятиборья в это время входили, по одним данным, бег на 60 и 300 м, прыжок в высоту, двуручное метание копья и двуручное толкание ядра, а по другим, бег на 60 и 200 м, прыжки в длину и в высоту и метание копья. С 1922 по 1933 год в разных странах женское легкоатлетическое пятиборье проводилось по разным программам и могло включать также метание диска и бег на 100 и 800 м. В 1933 году Международная женская спортивная федерация утвердила единую программу пятиборья, по которой начала регистрировать рекорды. В эту программу входили бег на 100 м, прыжки в высоту и длину, толкание ядра и метание копья. Первой официальной рекордсменкой в женском легкоатлетическом пятиборье стала Гизела Мауэрмайер, результат которой не был превзойдён до 1946 года.
С 1948 года программа пятиборья снова начала меняться: дистанция гладкого бега была увеличена до 200 м, а место метания копья занял барьерный бег на 80 м. В 1950 году женское пятиборье, включавшее эти пять дисциплин, стало частью программы чемпионатов Европы, а с 1964 по 1980 год включалось в программу Олимпийских игр. В 1969 году была увеличена дистанция бега с барьерами с 80 до 100 м, а в 1977 году место бега на 200 м занял бег на 800 м. Соревнования по пятиборью в разные годы могли проходить в один день или быть разбиты на два дня.
В 1981 году решением ИААФ место пятиборья в программе легкоатлетических соревнований заняло семиборье, в котором к элементам пятиборья добавились метание копья и бег на 200 м. Пятиборье продолжает оставаться частью женской программы легкоатлетических соревнований в помещении, в рамках которых проводится в один день.

## Рекордсмены и чемпионы
| Год  | Мужчины                  | Женщины          |
| ---- | ------------------------ | ---------------- |
| 1912 | Джим Торп/ Фердинанд Бье | Не проводилось   |
| 1920 | Ээро Лехтонен            | Не проводилось   |
| 1924 | Ээро Лехтонен            | Не проводилось   |
| 1964 | Не проводилось           | Ирина Пресс      |
| 1968 | Не проводилось           | Ингрид Беккер    |
| 1972 | Не проводилось           | Мэри Питерс      |
| 1976 | Не проводилось           | Зигрун Зигль     |
| 1980 | Не проводилось           | Надежда Ткаченко |

| Год  | Чемпионка                | Результат |
| ---- | ------------------------ | --------- |
| 1993 | Лильяна Нэстасе          | 4686      |
| 1995 | Светлана Москалец        | 4834      |
| 1997 | Сабина Браун             | 4780      |
| 1999 | Диди Нейтан              | 4753      |
| 2001 | Наталья Сазанович        | 4850      |
| 2003 | Каролина Клюфт           | 4933      |
| 2004 | Найде Гомеш              | 4759      |
| 2006 | Людмила Блонская         | 4685      |
| 2008 | Тиа Хеллебаут            | 4867      |
| 2010 | Джессика Эннис           | 4937      |
| 2012 | Наталья Добрынская       | 5013      |
| 2014 | Надин Брурсен            | 4830      |
| 2016 | Брианна Тейсен-Итон      | 4881      |
| 2018 | Катарина Джонсон-Томпсон | 4750      |
| 2022 | Нор Видтс                | 4929      |

| Год  | Дисциплины                            | Рекордсменка       | Результат |
| ---- | ------------------------------------- | ------------------ | --------- |
| 1934 | Ядро, длина, 100 м, высота, копьё     | Гизела Мауэрмайер  |           |
| 1938 | Ядро, длина, 100 м, высота, копьё     | Гизела Мауэрмайер  |           |
| 1949 | Ядро, высота, 200 м, 80 м с/б, длина  | Александра Чудина  | 4608      |
| 1961 | Ядро, высота, 200 м, 80 м с/б, длина  | Ирина Пресс        | 5020      |
| 1964 | 80 м с/б, ядро, высота, длина, 200 м  | Ирина Пресс        | 5246      |
| 1970 | 100 м с/б, ядро, высота, длина, 200 м | Бурглинда Поллак   | 4775      |
| 1972 | 100 м с/б, ядро, высота, длина, 200 м | Мэри Питерс        | 4801      |
| 1980 | 100 м с/б, ядро, высота, длина, 800 м | Надежда Ткаченко   | 5083      |
| 1990 | 60 м с/б, высота, ядро, длина, 800 м  | Одиль Лесаж        | 4215      |
| 1992 | 60 м с/б, высота, ядро, длина, 800 м  | Лильяна Нэстасе    | 4726      |
| 1992 | 60 м с/б, высота, ядро, длина, 800 м  | Ирина Белова       | 4991      |
| 2012 | 60 м с/б, высота, ядро, длина, 800 м  | Наталья Добрынская | 5013      |
| 2023 | 60 м с/б, высота, ядро, длина, 800 м  | Нафиссату Тиам     | 5055      |